# Eudule plurinotata
Eudule plurinotata är en fjärilsart som beskrevs av W. Warren 1905. Eudule plurinotata ingår i släktet Eudule och familjen mätare. Inga underarter finns listade i Catalogue of Life.